# 格拉斯馬諾 (馬里蘭州)
格拉斯馬諾（英語：Glassmanor）是位於美國馬里蘭州佐治王子縣的一個普查規定居民點。

## 人口
根據2020年美國人口普查的數據，格拉斯馬諾的面積為6.02平方千米，當中陸地面積為6.02平方千米，而水域面積為0.00平方千米。當地共有人口18430人，而人口密度為每平方千米3,061.46人。